# جون مكارثي (لاعب كرة قدم)
جون مكارثي (بالإنجليزية: John McCarthy) هو لاعب كرة قدم أمريكي في مركز حراسة المرمى، ولد في 4 يوليو 1992 في Cinnaminson Township, New Jersey ‏ في الولايات المتحدة. لعب مع بثلهام ستييل وريدينغ يونايتد إيسي وفيلادلفيا يونيون.

## وصلات خارجية
- جون مكارثي على موقع الدوري الأمريكي (الإنجليزية)
- جون مكارثي على موقع قاعدة بيانات كرة القدم.إي يو (الإنجليزية)
- جون مكارثي على موقع Soccerway.com (الإنجليزية)
- جون مكارثي على موقع عالم كرة القدم.نت (الإنجليزية)